# Station Hejlsminde
Station Hejlsminde was een station in Hejlsminde, Denemarken en was het eindpunt van de lijn Kolding - Hejlsminde.
Op 29 november 1911 openden de Kolding Sydbaner de spoorlijn tussen Kolding en Hejlsminde. Het stationsgebouw van Hejlsminde was ontworpen door Robert Valdemar Schmidt. Het emplacement omvatte verder een draaischijf, locomotiefloods, koelhuis en een laad- en losplaats voor vee. Ook was er een tolkantoor vanwege de destijds nabijgelegen grens met Duitsland.

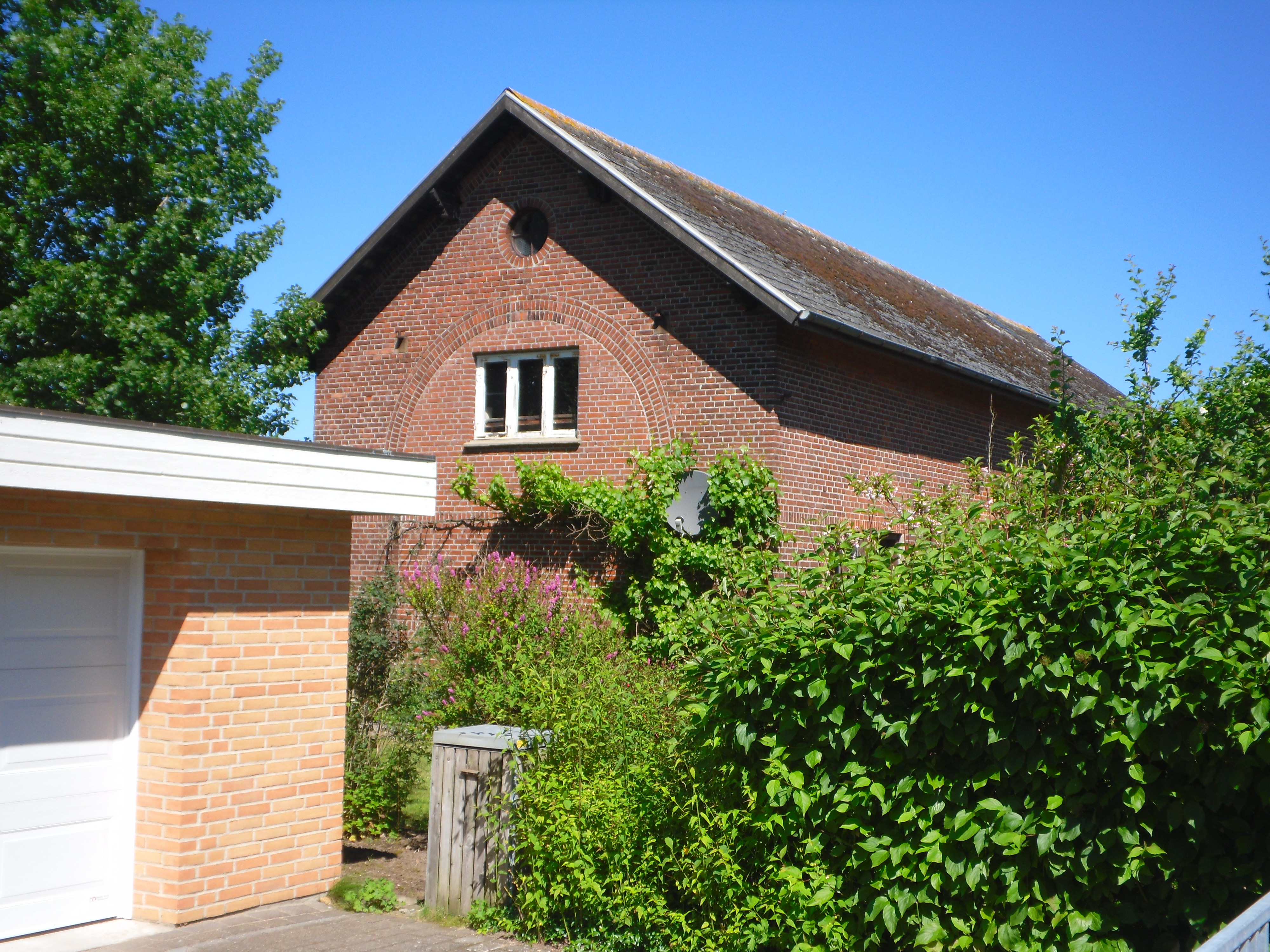
De locomotiefloods, 9 juni 2014

Nadat Noord-Sleeswijk in 1920 bij Denemarken was gevoegd en de grens met Duitsland dus was verdwenen, werd het spoor in Hejlsminde in zuidelijke richting doorgetrokken, over de sluis heen. Het was de bedoeling om de lijn verder naar Haderslev te verlengen. Het is daar echter nooit van gekomen. De spoorlijn bleek dermate onrendabel dat zij op 1 juli 1940 zou worden gesloten, maar het uitbreken van de Tweede Wereldoorlog zorgde ervoor dat de lijn nog in bedrijf bleef. Uiteindelijk werd op 30 september 1948 het reizigersverkeer gestaakt, waarmee voor station Hejlsminde een einde kwam aan het spoorvervoer. De spoorlijn werd op 15 december 1948 opgeheven.
Het stationsgebouw en de locomotiefloods zijn bewaard gebleven.